# De Nieuwe Winkel
De Nieuwe Winkel is een restaurant in Nijmegen. Het restaurant werd in 2011 geopend door Emile van der Staak en heeft sinds 2022 twee Michelinsterren. De eetgelegenheid heeft 17,5 van de 20 punten in de GaultMillau-gids.

## Locatie
Restaurant De Nieuwe Winkel was sinds de opening in 2011 gevestigd aan de Hertogstraat. Daar sloot het in juli 2018 en heropende enkele maanden later aan het Gebroeders Van Limburgplein in het centrum van de Gelderse stad Nijmegen. De nieuwe locatie is het voormalige Burgerweeshuis dat onderdeel werd van een nieuwbouwproject op de Hessenberg.

## Geschiedenis

### Botanie
Eigenaar en chef-kok Emile van der Staak deed ervaring op in verschillende toprestaurants waaronder Comme Chez Soi en La Rive. In oktober 2011 opende hij restaurant De Nieuwe Winkel. De keuken werd volledig gebaseerd  op botanische gastronomie. Veel ingrediënten betrekt het restaurant uit voedselbos Ketelbroek bij De Horst (nabij Groesbeek). Eind 2022 werd boter vervangen door een plantaardige variant, sindsdien is het restaurant volledig plantaardig.

### Noteringen
De eetgelegenheid ontving in 2021 een eerste Michelinster, een jaar later volgde een tweede. Het restaurant ontving als erkenning voor de grensverleggende kookwijze ook een groene Michelinster. In november 2022 werd De Nieuwe Winkel uitgeroepen tot beste plantaardige restaurant ter wereld. Het restaurant werd in 2025 onderscheiden met 17,5 van de 20 punten in de GaultMillau-gids. 
In 2021 stond het restaurant op plaats 96 van de top 100 van de Nederlandse culinaire gids Lekker. In 2024 was het gestegen naar de zevende positie en in 2025 naar de zesde plek. Het platform We're Smart stelt jaarlijks een lijst samen van honderd restaurants wereldwijd die zich inzetten voor een duurzame keuken, De Nieuwe Winkel stond in 2021 op plaats twee en een jaar later werd het bedrijf eerste.